# Purnima Hembram
Purnima Hembram (* 10. Juli 1993 in Baidapasi) ist eine indische Leichtathletin, die sich auf den Siebenkampf spezialisiert hat.

## Sportliche Laufbahn
Ihren ersten internationalen Wettkampf bestritt Purnima Hembram bei den Juniorenasienmeisterschaften 2012 in Colombo, bei denen sie mit 4979 Punkten die Goldmedaille gewann. 2015 gewann sie bei den Asienmeisterschaften in Wuhan mit 5511 Punkten die Bronzemedaille hinter der Usbekin Yekaterina Voronina und ihrer Landsfrau Liksy Joseph. Auch zwei Jahre später gewann sie mit neuer Bestleistung von 5798 Punkten die Bronzemedaille bei den Asienmeisterschaften in Bhubaneswar. Anfang September 2017 gewann sie bei den Asian Indoor & Martial Arts Games in Aşgabat die Goldmedaille und stellte zugleich mit 4062 Punkten im Fünfkampf einen neuen indischen Rekord auf. Anfang April 2018 nahm sie erstmals an den Commonwealth Games im australischen Gold Coast teil und erreichte dort mit 5834 Punkten den siebten Rang. Ende August nahm sie an den Asienspielen in Jakarta teil und wurde dort mit 5837 Punkten Vierte.
Bei den Asienmeisterschaften 2019 in Doha gelangte sie mit 5528 Punkten auf den fünften Platz.
Hembram ist Studentin für Kunst am Jamda College in Mayurbhanj.

## Persönliche Bestleistungen
- Siebenkampf: 5898 Punkte, 29. Juni 2018 in Guwahati
  - Fünfkampf (Halle): 4062 Punkte, 18. September 2017 in Aşgabat (Indischer Rekord)
- 100 m Hürden: 13,56 s (+0,3 m/s), 12. April 2018 in Gold Coast
  - 60 m Hürden (Halle): 8,56 s, 18. September 2017 in Aşgabat